# África ríe
África ríe es una película de Argentina en blanco y negro dirigida por Carlos Rinaldi según el guion de Julio Porter que se estrenó el 26 de enero de 1956 y que tuvo como protagonistas a Los Grandes del Buen Humor. El título hace referencia al filme África ruge –Africa Screams- de Bud Abbott y Lou Costello dirigida por Charles Barton en 1949.

## Sinopsis
Como castigo por sus travesuras los cuatro grandes del buen humor (Juan Carlos Cambón ya había fallecido) son enviados a la selva africana por un tío con dinero.

## Reparto
- Rafael Carret ... Pato
- Jorge Luz ... Jorge
- Zelmar Gueñol ... Zelmar
- Guillermo Rico ... Guille
- Fada Santoro ... Gloria
- Vicente Rubino ... Javier
- Luis García Bosch ... Don Diego
- Humberto de la Rosa
- Ángel Walk ... Melchor Figurola
- Néstor Sabino
- Ingeborg Gabsky ... Lidia Rossi
- Domingo Carlos
- Carlos Benso
- Mario Savino ... Médico

## Comentarios
Manrupe y Portela apuntaron:

”se destaca un partido de polo en cámara rápida al final.”

Noticias Gráficas dijo del filme:

”hace pensar en la necesidad de otro decreto de protección del público argentino.”

Para Crítica:

”Los únicos que se divierten en su propio desparpajo con los Grandes de ese Buen Humor.”